# Mohamed El-Oulabi
Mohamed Kassem El-Oulabi (arab. محمد العلبي; ur. 3 maja 1951) – syryjski zapaśnik walczący w obu stylach. Olimpijczyk z Moskwy 1980. Siódmy w stylu klasycznym i ósmy w stylu wolnym. Walczył w kategorii 82 kg. Czwarty na igrzyskach śródziemnomorskich w 1983 w stylu wolnym i piąty w stylu klasycznym. Triumfator igrzyskach panarabskich w 1985 roku.

## Turniej wMoskwie 1980
| Konkurencja          | Walki                   | Walki                     | Walki                 | Klas. końcowa |
| Konkurencja          | Przeciwnik I            | Przeciwnik II             | Przeciwnik III        | Miejsce       |
| -------------------- | ----------------------- | ------------------------- | --------------------- | ------------- |
| styl klasyczny 82 kg | Miroslav Janota (TCH) W | Giennadij Korban (ZSRR) L | Jan Dołgowicz (POL) L | 7.            |
| styl wolny 82 kg     | Zachée N’Dock (CMR) W   | Günter Busarello (AUT) L  | Henryk Mazur (POL) L  | 8.            |